# Mokro na mokro
Mokro na mokro ali alla prima (italijansko, kar pomeni 'v prvem poskusu') ali au premier coup (francosko), je slikarska tehnika, pri kateri se na prej nanesene sloje mokre barve nanašajo sloji mokre barve. Tehnika, ki se večinoma uporablja pri slikanju z oljem, zahteva hiter način dela, saj je treba delo končati, preden se prvi sloji posušijo.

## Tehnika
Tradicionalno se na večino delov slike nanese nova plast oljne barve šele potem, ko se prejšnja plast popolnoma posuši; ta postopek sušenja lahko traja od nekaj dni do nekaj tednov, odvisno od debeline barve. V nasprotju s tem je mogoče delo, ki se izvaja z uporabo alla prima, opraviti v enem ali več postopkih (odvisno od vrste uporabljene barve in ustreznega časa sušenja), običajno pa je, da se takšno delo konča samo v enem srečanju ali 'sedenju'.
V mediju akvarelov slikanje mokro na mokro zahteva določeno finost pri sprejemanju nepredvidljivosti. Zelo prosojna in nagnjena k nesrečam, bo akvarelna barva cvetela na nepredvidljive načine, kar je lahko odvisno od umetnikove miselnosti in je lahko blagor ali breme.

## Zgodovina
Slikanje mokro na mokro se je od razvoja oljnega slikarstva izvajalo skupaj z drugimi tehnikami, uporabljali pa so ga večji zgodnji nizozemski slikarji v delih svojih slik, kot sta Jan van Eyck na sliki Portret Arnolfinijev in Rogier van der Weyden. Med številnimi baročnimi slikarji, ki so bili naklonjeni tehniki alla prima, sta bila Diego Velázquez in Frans Hals. V rokokojski dobi so poznavalci cenili drzno slikanje alla prima, kar ponazarjajo dela umetnikov, kot so Jean-Honoré Fragonard, Francesco Guardi in Thomas Gainsborough.
Od sredine 19. stoletja uporaba komercialno izdelanih barv v majhnih zložljivih cevkah omogoča enostavno dostopno raznolikost barv, ki se uporabljajo za hitro slikanje na kraju samem. Impresionisti, kot je Claude Monet, postimpresionisti, kot je Vincent van Gogh, realisti, kot so John Singer Sargent in Robert Henri in George Bellows, ekspresionisti, kot je Chaim Soutine in abstraktni ekspresionist Willem de Kooning uporabljajo to tehniko na različne načine in še vedno jo pogosto uporabljajo tako figurativni kot nefigurativni likovni umetniki.
Delo mokro ba mokro je bila primarna metoda slikanja, ki so jo uporabljali televizijski umetniki, kot so Emmyjev nagrajenec Bill Alexander, Lowell Spears, Buck Paulson, Diane Andre, ameriški umetnik Bob Ross, Robert Warren, Wilson Bickford (Painting with Wilson Bickford), Brandon Thomas (Painting with Magic) in še veliko več. Popolne slike s to tehniko, popularizirano za gradnjo domiselnih pokrajin, trajajo le razmeroma kratko. Alexander in Ross sta lahko v manj kot pol ure v svojih televizijskih oddajah Magic of Oil Painting in dolgoletni The Joy of Painting ustvarila celotno pokrajino. Ross je po platnu pred začetkom barvanja porazdelil gladko osnovno plast razredčene barve, običajno bele, tako da je bilo platno vedno mokro in da bi se pigmenti lahko učinkoviteje mešali.

## Industrijska uporaba
Oblike barvanja mokro na mokro so bile v uporabi tudi v industriji. Nemški F.A.L. postopek uporabljal žveplano laneno olje in je bil nekaj let uporabljen za barvanje dostavnih vozil ZDA. Z razvojem hitro sušečih temeljnih premazov je Rank Xerox uporabil za barvanje delov za njihove kopirne stroje. Za prvotno temeljno barvo pri sistemu končne obdelave avtomobilov so uporabljali na zraku sušečo osnovo. Ta sistem, ki je tudi uporabljal temeljne premaze, je bil uporabljen tudi za barvanje koles, preden je bil uporabljen za avtomobile.